# Otýlie
Otýlie (dříve také Otilie) je ženské křestní jméno. Podle českého kalendáře má svátek 28. ledna. V církevním kalendáři slaví 13. prosince.
Toto jméno se dříve psalo jako Otilie. To vzniklo z mužského jména Oda/Ota – to znamená v němčině „majetek“, "bohatství" či „štěstí“. Dalšími variantami jsou Odilia, Otilia, Odilie, Oda i Odeta.

## Statistické údaje

### Pro jméno Otýlie
Následující tabulka uvádí četnost jména v ČR a pořadí mezi ženskými jmény ve srovnání dvou roků, pro které jsou dostupné údaje MV ČR – lze z ní tedy vysledovat trend v užívání tohoto jména:
| Rok       | Četnost  | Pořadí    |
| 1999      | 62       | 684.      |
| 2002      | 55       | 726.      |
| Porovnání | o 7 méně | o 42 hůře |

Změna procentního zastoupení tohoto jména mezi žijícími ženami v ČR (tj. procentní změna se započítáním celkového úbytku žen v ČR za sledované tři roky) je -10,6%, což svědčí o poměrně strmém poklesu obliby tohoto jména.

### Pro jméno Otilie
Následující tabulka uvádí četnost jména v ČR a pořadí mezi ženskými jmény ve srovnání dvou roků, pro které jsou dostupné údaje MV ČR – lze z ní tedy vysledovat trend v užívání tohoto jména:
| Rok       | Četnost    | Pořadí    |
| 1999      | 2060       | 165.      |
| 2002      | 1838       | 175.      |
| Porovnání | o 222 méně | o 10 hůře |

Změna procentního zastoupení tohoto jména mezi žijícími ženami v ČR (tj. procentní změna se započítáním celkového úbytku žen v ČR za sledované tři roky) je -10,1%, což svědčí o poměrně strmém poklesu obliby tohoto jména.

## Známé nositelky Otilie
- Svatá Otýlie z Alsaska, Otýlie z Hohenburgu, známá též jako Odilia i Ottilia, žila v letech 662–720
- Svatá Otýlie z Kolína nad Rýnem, mučednice, 4. století
- Otýlie Beníšková – česká herečka
- Otýlie Vranská – prostitutka zavražděná a rozčtvrcená v roce 1933

### Fiktivní postavy
- Odetta, postava z baletu Labutí jezero
- Odette Sansom, Odette
- Odile, hlavní postava filmu Banda pro sebe od Jeana-Luc Godarda